# Takács András (néptáncos)
Takács András (Sajótiba, 1931. január 8. –) csehszlovákiai, majd szlovákiai magyar néptáncgyűjtő, koreográfus. Az öntevékeny (cseh)szlovákiai magyar nemzetiségi néptáncmozgalom egyik megalapozója (1951 óta). 2009-ben Lekenye díszpolgárává avatták.

## Életpályája
A II. világháború után se szülőföldje, se szülőháza, se állampolgársága, se magyar iskolája nem volt, Magyarországra szökdösött, ha tanulni akart. 1947 februárjában Miskolcra került, ott népi kollégistaként belecsöppent a néptáncba és a néprajzba, ezzel az élete szerencsés fordulatot vett, már tudta, mit szeretne csinálni. 1950-től ő is a komáromi magyar gimnáziumban tanult, majd a pozsonyi magyar pedagógiai gimnázium esti tagozatán érettségizett (1952), Nyitrán levelező tagozaton magyar-történelem szakos tanári oklevelet szerzett (1966) és ugyanott doktorált (1986).
A Szlovák Állami Népművészeti Együttes táncosa, a Csemadok Központi Bizottsága szakelőadója, egyidejűleg részt vett a Csehszlovákiai Magyar Népművészeti Együttes (Népes) megalapításában, s annak fennállása idején (1953. június 1 - 1955. március 31.) ő volt ott a tánckar művészeti vezetője és koreográfusa. A Népes beszüntetése után a Szlovákiai Népművészeti Alkotások Központi Háza magyar néptánc-szakelőadója, az Ifjú Szívek Magyar Dal- és Táncegyüttes tánckarának művészeti vezetője és koreográfusa volt. 1960–1992 között a Csemadok KB szakelőadója, 1990–1995-ben az Országos Népművészeti Fesztivál, 1995–1996-ban az Ifjú Szívek igazgatója volt.
Már komáromi éveitől kezdve magyar néptáncgyűjtő körutakra indult a népzenegyűjtő Ág Tiborral Csehszlovákiában. Felgyűjtötte a csehszlovákiai, később a szlovákiai magyarság néptáncait. Az öntevékeny szlovákiai magyar táncmozgalom egyik megalapozójaként tartják őt számon. "Egy nép, és főleg egy nemzeti kisebbség fennmaradásának egyik feltétele a hagyományaihoz, kultúrájához való ragaszkodás. Takács András felvállalt egy nagyon igényes feladatot, a hagyományőrzést – bátran nevezhetjük akár küldetésnek is – hogy kultúránkhoz ne csak ragaszkodhassunk, de gyarapíthassuk, ápolhassuk azt." - méltatta Zsidek Veronika a Csemadok Pozsonyligeti Alapszervezetének elnöke.
Takács András legbüszkébb a Népesben végzett munkájára, mert ott Ág Tiborral, később Szíjjártó Jenővel olyan magyar népzenei és táncmozgalmat indítottak el, amelynek az egész csehszlovákiai magyarságra való kisugárzó hatását a szervezet beszüntetésével sem lehetett már megakadályozni. Önálló kötetben is beszámolt a Népes zenei, táncos kulturális mozgalomról, A Népes (Dunaszerdahely, 2004).

## Kötetei (válogatás)
- Népi tánc- és ritmusgyakorlatok. Ág Tiborral. (Bratislava, 1966.)
- Eredeti magyar népi táncok. (I–VII. füzet, Bratislava, 1959–72);
- Táncoljunk : műsor és metodikai tanácsadó a tánccsoportvezetők részére. (Bratislava, 1979 [1980!]);
- Mátyusföldi népi táncok. (Martin Györggyel, Pozsony, 1981);
- Borzova, Szilice, Magyarbőd táncai. (A dallamtár Ág Tibor munkája, 1990);
- Gömöri népi táncok. (Fügedi Jánossal, Pozsony, 1992);
- Csallóközi néptáncok. Szerk. és az utószót írta Koncsol László. (Pozsony, 2000);
- A Bertóké és társai : Jóka falu hagyományos táncai. (Fügedi Jánossal, Dunaszerdahely, 2005);
- Az országos népművészeti fesztiválok ötven éve. (Dunaszerdahely, 2007);
- A legkisebb fiú vándorlásai : a felvidéki magyar kulturális életről, folklórról, népi tánckultúráról egy élet tükrében. (Pozsony, 2010.)

## Díjak, elismerések (válogatás)
- A Nemzeti Kulturális Örökség Minisztériumának Életfa-díja (1998);
- A Szlovák Köztársaság Kormányának Ezüstplakettje (2001);
- Pro Probitate – A Helytállásért Díj (2006);
- Lekenye település díszpolgára (2009);[3]
- A Magyar Köztársasági Érdemrend lovagkeresztje (2011)
- Martin György-díj (2018)
- Pro Cultura Hungarica-díj (2021)[4]
- Pribina-kereszt I. fokozata (2022)[5]